# Арахнофобія

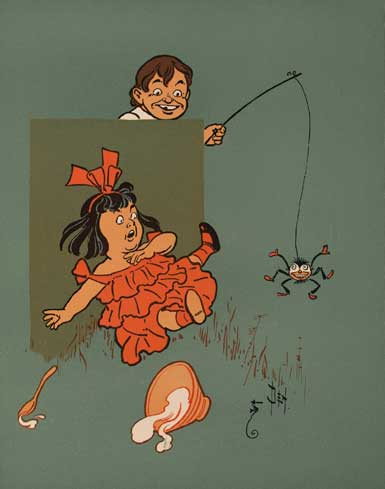
Хлопчик лякає дівчинку павуком. Ілюстрація до дитячої пісеньки «Little Miss Muffet»

Арахнофобія (від дав.-гр. ἀράχνη — павук, дав.-гр. φόβος — страх) — частковий випадок зоофобії, страх членистоногих (в основному павукоподібних). Це одна з найпоширеніших фобій. У деяких людей страх може викликати не тільки сам павук, але й його зображення.

## Причини
Однозначної причини арахнофобії не існує. Вважається, що страх змій і павуків розвинувся у людини як відповідь на ту небезпеку, що представляють ці істоти, і автоматично проявляється в кожного індивідуума. Хоча не всі люди страждають арахнофобією, крім того трапляються випадки, коли діти без страху можуть взяти павука в руки. Тож за іншою версією арахно- і герпетофобія розвиваються в людини через отриману в дитинстві негативну інформацію про зміїв і павуків, і бояться їх саме через негативне висвітлення в ЗМІ, фільмах і книгах (досить згадати такі відомі блокбастери, як «Арахнофобія» і «Зміїний політ»).

## Лікування
Найпоширенішим, традиційним методом лікування арахнофобії є конфронтаційна терапія, коли людині доводиться контактувати з живим павуком.